# 林田直樹 (音楽ジャーナリスト)
林田 直樹（はやしだ なおき、1963年5月 - ）は、日本の音楽ジャーナリスト・評論家。

## 人物・来歴等
埼玉県生まれ。埼玉県立浦和高等学校、慶應義塾大学文学部仏文学専攻を卒業。音楽之友社で楽譜・書籍・『音楽の友』『レコード芸術』の編集を経て2000年に独立。
2018年4月、音楽之友社の新サイト「WebマガジンONTOMO」のエディトリアル・アドヴァイザーに就任すると、自身のFacebook等で発表した。2022年現在の肩書きは「音楽之友社社外メディアコーディネーター」である。

## 活動
クラシック音楽を足場にオペラやバレエからクロスオーバーや現代音楽まで、ジャンルにこだわらない自在で横断的な執筆と講演活動を行う。
まぐまぐで有料メールマガジン「林田直樹の『よく聴く、よく観る、よく読む』」を発行中。JAL国際線機内放送クラシック・チャンネルの構成も、2015年5月搭載分まで手がけた。

## 著書
- 『読んでから聴く厳選クラシック名盤』(2003年、全音楽譜出版社)
- 『パーフェクト・オペラ・ガイド』(2003年、音楽之友社、共著)
- 『バレエおもしろ雑学事典』(2006年、ヤマハミュージックメディア、共著) - 2013年に『1冊でわかるポケット教養シリーズ　バレエ入門』と改題されて文庫化
- 『クラシック新定番100人100曲』(2008年、アスキー新書)
- 『葉加瀬太郎の情熱クラシック講座』(2016年、出版：ローソンHMVエンタテイメント・販売：サンクチュアリ出版[11]、監修)
- 『ルネ・マルタン（フランス語版）　プロデュースの極意　ビジネス・芸術・人生を豊かにする50の哲学』[12](2017年、アルテスパブリッシング)
- 『そこにはいつも、音楽と言葉があった』[13][14](2023年、音楽之友社)
- 『コンサートホール×オーケストラ　理想の響きをもとめて』[15](2024年、アルテスパブリッシング、共著)

その他、『五嶋みどり　デビュー20周年、みどり教育財団10周年』(2002年、有限会社シム)や『サントリーホール20周年記念誌』(2007年、サントリーホール)のほとんどすべてのページを執筆した。
また、『ぴあオペラワンダーランド』(2003年、ぴあ)で監修を担当した。

### 出版プロデュース
- 『ソング・オブ・サマー（英語版）　～真実のディーリアス～』(アルテスパブリッシング、2017年)

原題：Delius as I knew、著：エリック・フェンビー、訳：小町碧、監修：向井大策、あとがき解説：オヤマダアツシ
2017年7月28日から9月25日まで、本の出版とディーリアスのヴァイオリン・ソナタ全曲演奏会の実現に向けてのクラウドファンディングを、MotionGalleryにて実施。
また、ワーナーミュージックがオフィシャルCD「フレデリック・ディーリアスの音楽～楽園への道」(2017年10月25日)を、またナクソス・ジャパンは、小町のCD「カラーズ・オブ・ザ・ハート」日本国内盤(2017年10月20日)を、それぞれ発売し、この「ディーリアス・プロジェクト」に参加した。
- 『レイフ・ヴォーン・ウィリアムズ──〈イギリスの声をもとめて〉』(アルテスパブリッシング、2022年)

原題：Vaughan Williams、著：サイモン・ヘファー、訳：小町碧・高橋宣也、特別寄稿：加藤昌則
2022年8月28日から10月17日まで、本の出版とヴォーン・ウィリアムズ生誕150周年・出版記念リサイタルの実現に向けてのクラウドファンディングを、MotionGalleryにて実施。
また、小町のCD『レイフ・ヴォーン・ウィリアムズ:ヴァイオリンとピアノのための作品全集』の日本国内版がリリースされた。

## ラジオ
- Blue-Radio.com　林田直樹のカフェ・フィガロ(株式会社ブルーレディオドットコム、2005年5月 - )

2020年4月から6月まで、 新型コロナウイルスによる自粛要請で放送休止。同年7月から、アーカイブ番組を放送している。
- コンテンポラリー・クラシック・ステーションOTTAVA　OTTAVA  Andante(OTTAVA株式会社、2021年3月 - ) - 火曜日(2021年3月 - 2022年10月4日)、金曜日(2022年10月14日 - )プレゼンター

### 過去の番組
- コンテンポラリー・クラシック・ステーションOTTAVA　OTTAVA amoroso[37](TBSラジオ、2007年4月 - 2014年6月) - プレゼンター
- コンテンポラリー・クラシック・ステーションOTTAVA　OTTAVA Salone(OTTAVA株式会社、2014年10月 - 2016年1月、2017年4月 - 2021年1月) - 月曜日(2014年10月 - 2016年1月)、金曜日(2017年4月 - 2021年1月)プレゼンター
- コンテンポラリー・クラシック・ステーションOTTAVA　The World of OTTAVA[38](OTTAVA株式会社、2014年7月 - ) - プレゼンター
- コンテンポラリー・クラシック・ステーションOTTAVA　OTTAVA Domenica[39](OTTAVA株式会社、2014年10月 - 2015年9月) - プレゼンター
- NHK-FM放送　ベストオブクラシック(日本放送協会、2015年5月20日) - ゲスト解説者として出演[40]
- コンテンポラリー・クラシック・ステーションOTTAVA　OTTAVA Mall[41](OTTAVA株式会社、2015年6月 - ) - プレゼンター・プロデューサー兼ディレクター[42]
- コンテンポラリー・クラシック・ステーションOTTAVA　PrimeSeat/OTTAVA Liberta[43](OTTAVA株式会社、2016年1月 - 2017年3月) - 木・金曜日プレゼンター
- J-WAVE　ACOUSTIC COUNTY(株式会社J-WAVE、2016年4月27日) - ゲスト出演
- J-WAVE　RADIO DONUTS(株式会社J-WAVE、2016年4月30日) - ゲスト出演
- コンテンポラリー・クラシック・ステーションOTTAVA　OTTAVA for You[44](OTTAVA株式会社、2016年10月 - ) - プレゼンター
- ミュージックバード　トランス・ワールド・ミュージック・ウェイズ(株式会社ミュージックバード、2017年3月19日) - ゲスト出演[45]
- ミュージックバード　music book café(株式会社ミュージックバード、2017年5月24日[46][47][48]・2018年1月3日[49][50]) - ゲスト出演
- コンテンポラリー・クラシック・ステーションOTTAVA　夜、瞑想のバッハ～A Night With Bach　特別編～[51](OTTAVA株式会社、2017年6月12日) - プレゼンター
- AIR-G'　朝クラ!(株式会社エフエム北海道、2018年7月15日・22日・8月5日) - ゲスト出演、PMF2018について語った[52][53][54][55][56]。
- FMヨコハマ　SEASIDE CLASSIC」(2019年5月26日・6月2日) - ゲスト出演。パーソナリティは、ヴァイオリニストの礒絵里子。声楽曲のみというセレクション[57]。
- コンテンポラリー・クラシック・ステーションOTTAVA　OTTAVA Sunday Special BBC Promsがやってくる！(2022年10月22日) - プレゼンター[58]

## テレビ
- クラシカ・ジャパン　クラシック大全第2章ナビ「愛されるには理由がある」～弦楽の世界～（東北新社　2016年5月8日） - ゲスト出演[59][60]
- TBSテレビ　アカデミーナイトG（2017年9月13日[61][62][63]、2021年1月20日[64]） - ゲスト出演
- NHK Eテレ クラシック音楽館 「ショパンコンクールのレジェンドたち」(2021年10月17日)  - ポリーニについてのコメント[65]
- BSテレビ東京　エンター・ザ・ミュージック(2024年1月27日[66]、5月18日[67]) - ゲスト出演

## インターネット配信
- 福間洸太朗のアルバム『ベートーヴェン：ピアノ・ソナタ第17番、第24番、第32番』リリース記念インスタライブ(2020年4月29日、聞き手として)[68][69]
- 近藤嘉宏 X 林田直樹　トークセッション(YouTubeにて、2020年10月16日)[70][71][72]
- バッハの「人」と「音」を語る！(YouTubeにて、2021年6月10日、司会として)[73]
- 『ことばの教室』(2022年7月 - 2023年2月) - 『OTTAVA Accademia』の有料ウェビナー。#1のみ無料聴取可能。
- 『音楽とことばの教室』(2023年5月 - ) - 『LOGISTEED Presents OTTAVA Accademia』の無料ウェビナー[74]。

## 動画
- 阿部寛主演ドラマ『まだ結婚できない男』スピンオフ企画 【桑野信介のお気に入りクラシック曲】三四郎・相田が語る！(YouTube、2019年10月 - ) - 劇中に登場するクラシック音楽を紹介している[75]
- 『しげるんと直樹の闇トーク。』シリーズ(YouTube、2021年7月 - ) - 林田と斎藤茂が、蝋燭の灯りのもと普段聞きづらいことを語り合う[76]。以後、林田の担当回にゲストが来ると『闇トーク。』と題した動画が公開されることがある。

## CD
- 『OTTAVA Selection vol.0 朝バッハ〜Bach in the Morning』(OTTAVAとナクソス・ジャパンの共同企画によるコンピレーション・アルバム、2014年9月) - 選曲・構成・ライナーノーツ[77]
- 『OTTAVA 5　春、ウィーンにて〜Spring in Vienna』(OTTAVAとカメラータ・トウキョウの共同企画によるコンピレーション・アルバム、2015年4月) - 選曲・構成・ライナーノーツ[78][79][80]
- 『OTTAVA Selection vol.6 夜、瞑想のバッハ～A Night with Bach』(クラウドファンディングにより制作されたコンピレーション・アルバム、2017年5月) - 選曲・構成・ライナーノーツ[16][81]

ほかにも数々のCDのライナーノーツに寄稿している。

## 連載
- 『今月の3枚』(月刊『サライ』(小学館))[83]
- 『美の十選』(日本経済新聞朝刊文化面、2018年2月13日 - 3月1日) - テーマは「音楽と響き合う美」。自身のメルマガ[84]で「音楽と美術との関係にフォーカスした記述は、ライフワークにしたいと思うほどエキサイティングなもの」と述べた[85]。

1. モネ「睡蓮」(2018年2月13日)[86][87]
2. 「迦楼羅像」(2018年2月15日)[88][89][90]
3. ミケランジェロ「最後の審判」(2018年2月16日)[91][92]
4. レーピン「作曲家モデスト・ムソルグスキーの肖像」(2018年2月19日)[93][94]
5. ルオー「月明かり　モンタナの思い出」(2018年2月20日)[95][96]
6. ミュシャ「ベツレヘム礼拝堂（英語版）で説教をする　ヤン・フス師」(2018年2月22日)[97][98][99]
7. ドガ「踊り子たち、ピンクと緑」(2018年2月23日)[100][101][102]
8. ドアノー「レ・アール（英語版）市場の片隅」(2018年2月26日)[103][104]
9. ゴーギャン「ネヴァーモア」(2018年2月27日)[105][106][107]
10. 「洋人奏楽図屏風」(2018年3月1日)[108][109][110]

- 『林田直樹の越境見聞録』(Webマガジン『ONTOMO』(音楽之友社)、2018年4月5日 - )[9][111] - 同誌では、コピーライターとして、初の広告宣伝記事も執筆している[112]。
- 『新しいオトナのためのクラシック再入門』(Webマガジン『otocoto』(アマナ)、2019年4月8日 - 2020年1月)[113]
- 『林田直樹の今月のCDベスト3選』(Webマガジン『ONTOMO』(音楽之友社))

## その他
- OTTAVAで担当する番組では、多種多様な楽曲をリスナーに紹介する。局の性格上、いわゆるクラシック音楽が大多数だが、その枠に収まらないような現代音楽などの楽曲も流す。本人も一時期、OTTAVAのメールマガジンで「変な曲大好き！推進委員会委員長」と自称していた。
  - 2012年9月2日の 『OTTAVA amoroso for weekend』では、ジョン・ケージの「4分33秒」を「演奏」した[114]。
- 『林田直樹のカフェ・フィガロ』では、ほぼ毎回、ゲストを招いてインタビューを行っている。ゲストは音楽家やプロデューサーなど、クラシック音楽に関わりの深い人物が多いが、神田裕司(映画監督)や加納典明、頭木弘樹(文学紹介者)など、音楽業界外から迎えることもある。出張インタビューを行うこともある[4]。
- 自らが撮影した動画を、YouTubeで何本か公開している[115][116]。番組化できなかったインタビューの録音を公開することもある[117]。
- 2015年7月からほぼ毎月、同じOTTAVAのプレゼンターであるゲレン大嶋と、「直樹とゲレンの『音楽ゆんたく』」を開催している。「ゆんたく」は沖縄方言で「おしゃべり」を意味する。林田によると「OTTAVAとしての催しではなく、ゲレンさん発案によるゲリラ的なもの」[118]とのこと。語る対象となる音楽は、ビートルズを起点に、クラシック音楽、ロック、現代音楽、民族音楽など多岐にわたる[119]。
- OTTAVA Mallで鈴木優人がプレゼンターをつとめる番組「鈴木優人のジョワ・ド・ヴィーヴル」[120]では、プロデューサー兼ディレクターとして番組を制作する側に回った[42]。
- ジャズ評論家・後藤雅洋のジャズ喫茶「いーぐる」で、クラシック音楽についてのレクチャーやトークを行う[121][122]。2015年11月から「ジャンル横断的クラシック講座」を開催している。この講座が始まった切っ掛けは、2015年6月13日、「いーぐる」で開催されたフアン・マヌエル・カニサレス（英語版）来日公演記念トーク・ショー「カニサレスの魅力に迫る!!」だった[123][124][125]。2017年8月12日に開催された講座で、8回目から17回目までの10回分をまとめて、アルテスパブリッシングから書籍として刊行する予定であると発表された。Webマガジン“ONTOMO"ナビゲーター頁のプロフィールでも記載している(2024年9月現在)ので準備中と推測される。[126]この書籍化を背景に、講座のテーマは8回目からを新たなスタートとしている。
  - 1回目「編曲で作品は何倍も面白くなる～バッハを中心に」(2015年11月21日)[127][128][129]
  - 2回目「“響き”～前衛と古楽を結び付けるもの～」(2016年1月30日)[130][131]
  - 3回目「1930年代～戦争前夜の音楽」(2016年3月19日)[132][133]
  - 4回目「声の響きのもたらす魔力」(2016年4月30日)[134][135]
  - 5回目「死とエロスの音楽」(2016年7月23日)[136][137]
  - 6回目「いま一度グレン・グールドを問い直す」(2016年11月5日)[138][139][140]
  - 7回目「指揮者の王のなかの王、トスカニーニの名演を集めて」(2017年3月4日)[141][142]
  - 8回目「中南米のクラシック音楽〜ヴィラ＝ロボスを中心に」(2017年8月12日)[143][144]
  - 9回目「大いなる旅、新しい天地〜移住者たちの音楽」(2017年9月9日)[145]
  - 10回目「闇と悪の系譜〜暗く大きな力についての音楽」(2017年9月30日)※映像資料（オペラ作品）を初めて使用した。[146][147]
  - 11回目「平和と自由・再考〜ベートーヴェンとヴェルディ」(2017年10月28日)※オペラの映像資料を使用した。[148]
  - 12回目「アジア的なるものとは〜伊福部昭からプッチーニまで」(2017年11月25日)[149]
  - 13回目「愛と裏切りと復活〜音楽からたどるイエス・キリスト」(2017年12月9日)※前半75分余り、映像資料を使用。[150][151][152]
  - 14回目「いかにして自然に近づくか～音楽における風景の歴史」(2018年1月20日)[153]
  - 15回目「死をどう見つめるか～レクイエムと祈りの音楽さまざま」(2018年2月10日)※冒頭35分、締め25分の映像資料で、資料音源を挟んだ３部構成で、講演は３時間半を越した。[154][155]
  - 16回目「響きの実験～大胆なる音の革命家たち」(2018年3月3日)※予定した楽曲の内、２曲が時間切れで紹介できなかった。[156][157]
  - 17回目「バロック音楽の総決算としてのバッハ、ロマン派の父としてのバッハ」(2018年3月31日)　※この回で１０回分が完結し、書籍化へと進む予定。[158][159]
  - 18回目「いま一番面白いクラシック音楽をもとめて」(2019年10月26日)　※書籍化への推進力として、年4回開催を予定。[160]
  - 19回目「ブラームスはお好き」(2020年2月1日)[161][162][163]
  - 20回目「第1次世界大戦とスペイン風邪は音楽に何をもたらしたか」(2020年4月4日開催延期。2020年8月1日開催)※冒頭37分、映像資料を使用した。珍しく、定刻に終演した。選曲リスト[164]に加えた後藤雅洋の講演後記は、示唆に富んだ記述を残している。[165][166][167][168]
  - 21回目「祈りと聖なる空間」（2024年7月20日)※コロナ禍で中断していたが、再開。[169][170][171] [172]
  - 22回目「サロンと都市文化」（2024年9月21日開催)※150分休憩なしで行われた。[173][174][175] [176]
  - 23回目「民謡と伝説と土の匂い」（2024年11月9日開催予定)※22回目の配布資料で予定を告知した。
- 「編集企画盤CDの選曲を頼まれたので、『心の平和』というテーマを提案したら『平和』はいまはNGですと言われた」というTwitterへの投稿[177]が話題になった。リツイート数は3996(2015年12月26日現在)。ニュースサイトにも取り上げられた[178]。
- 「音楽を愛する人のためのプレゼンテーション会」(音プレ)第2回にプレゼンターとして出演[179][180]。「インターネットラジオを始めて思うようになった、コンサートに容易に行かれない人々」というテーマでプレゼンテーションを行い、「聴衆共感・興味プレゼン投票」で第１位となった[181][182]。
- 『デジタル毎日』(毎日新聞社)内『クラシックナビ』の連載「OTTAVAの顔たち」で、「発見してほしい」と選曲に独自のこだわりをもつプレゼンターとして紹介された[183]。
- 2016年11月8日、ピアノ指導者を対象にした「音楽総合力UPワークショップ2016」(一般社団法人全日本ピアノ指導者協会)で、「『聴く』のススメ」というテーマで講師をつとめた[184]。
- オペラ、バレエ、ダンス、演劇といったパフォーミング・アートの各ジャンルを横断する新国立劇場のメディア『NNTT navi』[185](2016年11月創刊)に編集者として深く関わる[186]。
- 2017年3月10日、教文館ナルニア国で「ベートーヴェンと橋本國彦とレオ・シロタ」というテーマの講演を行った。同書店のイベント「なにが書いてあるの？日本国憲法　だるまちゃんといっしょに『けんぽう』を読もう！」の一環[187]。
- 2017年6月28日、ナクソス・ジャパンの「音楽小説を《聴く》 ～ 『蜜蜂と遠雷 音楽集』リリース記念イベント」にゲスト出演。高頭佐和子(本屋大賞実行委員)と古今東西の「音楽小説」(漫画も含む)について語った[188][189][190][191][192]。

- 江東区文化コミュニティ財団が運営する、江東区文化センターの 「趣味・教養」講座で開講。
  - 2017年度後期＜林田直樹の「語り合える、深められる、新クラシック講座」＞（2017年11月22日～2018年2月7日での全４回。各回のテーマは、「旅」「都市」「愛のかたち」「祈り」）[193]。
  - 2019年度前期＜新クラシック「林田直樹の語り合える、深められる音楽講座」＞（2019年5月29日～2019年9月11日での全４回。各回のテーマは、「海をわたる旅」「自由への旅」「過去への旅」「内面への旅」）[194]。
- 2017年11月来日した作曲家ヴァレンティン・シルヴェストロフ（ウクライナ）へのインタヴューが、タワーレコードのフリーマガジン「intoxicate（イントキシケイト）」2018年2月号（vol.132 2018.2.20発行）に掲載（2頁）された。[195][196][197]
- 2018年4月14日、埼玉県川口市のブック＆カフェ「しばしば舎」で、音楽トークイベントとして、アルテス11周年突入記念企画「この本が凄い！この音楽が熱い！─林田直樹×松本伊織」を開催。サウンド&レコーディング・マガジン編集者の松本伊織とともに、音楽と言葉をテーマに、異種格闘技のような精神で対談した[198][199][200]。
- 2018年4月25日、東京都中央区の書店「教文館ナルニア国」で開催の「ちいさいおうちの ばーじにあ・りー・ばーとん」展の関連イベント「リュートと歌と朗読と」に、冨山みずえ（歌と朗読）、つのだたかし（リュート）と共に、解説・朗読で出演した[201][202][203][204]。
- 2018年6月23日、東京都渋谷の「BOOK LAB TOKYO」で、Webマガジン「ONTOMO」オープン記念特別座談会 トークイベント 亀山郁夫 × 駒木明義 × 林田直樹「音楽から見るロシアの今」に登壇[205][206][207]。
- 2018年7月8日、パシフィック・ミュージック・フェスティバル（PMF）2018において、バーンスタイン生誕100年記念プログラムとして企画された教育セミナー「バーンスタインとウィーン・フィル」で、招かれたバーンスタインの長女、ジェイミー・バーンスタイン、前ウィーン・フィルハーモニー管弦楽団コンサートマスター、ライナー・キュッヒルへのインタビュアーをつとめた[208][209]。
- 2018年8月25日、東京都新宿区四谷のジャズ喫茶「いーぐる」で、カニサレス来日公演2018記念トーク・ショー『フラメンコ・ギタリスト、カニサレスの魅力に迫る！！』を、カニサレスとの共演経験もあるギタリスト鈴木大介と実演を交えながら語り合う。カニサレスのマネージメントから送られた貴重な音源も紹介された[210][211]。
- 2019年6月2日、東京都港区南青山のRestaurant Bar CAYで開催されたイベント、仲野麻紀のライヴ＆トーク＆ごはん「旅するごはんとおいしいサックス」にトークゲストとして出演した。[212][213][214][215]
- 2020年3月3日発刊、月刊「東京人」2020年4月号の特集「東京 クラシック音楽散歩 」で、アドバイザーと記事6本(東京の名教会を訪ねて～東京カテドラル聖マリア大聖堂 / 座談会:大野和士×恩田陸×片山杜秀|司会&まとめ / インタビュー:ジョナサン・ノット、パーヴォ・ヤルヴィ、池田菊衛&磯村和英 / ホール紹介:Bunkamuraのオーチャードホール）を担当した[216][217]。
- 2020年5月17日発刊、「BRUTUS」6/1号(No. 916)の特集「クラシック音楽をはじめよう。 」で、記事3本(「クルレンツィスとドゥダメル」/「古楽」（鈴木雅明、濱田芳通の談話）/「音のいいホールって何がいいの」座談会（永田音響設計:豊田泰久×Ｎ響コンサートマスター:篠崎史紀×林田直樹）を担当した[218][219]。
- 2020年8月21日、ソプラノ柴田智子プロデュースによるシリーズ「Create for the Next-AC　コロナ後の音楽の扉を開ける対話」のVol.3として、音楽ジャーナリストの池田卓夫(元・日本経済新聞文化部)とリモート対談を行ない、YouTubeで動画を公開した[220][221][222]。